# Kansas City Assembly
Kansas City Assembly Plant (KCAP) is een autoassemblagefabriek van de Ford Motor Company in Claycomo in de Amerikaanse staat Missouri. Naar aantal geproduceerde eenheden is het de grootste dergelijke fabriek van de Verenigde Staten met in 2004 een capaciteit van 490 000 stuks.

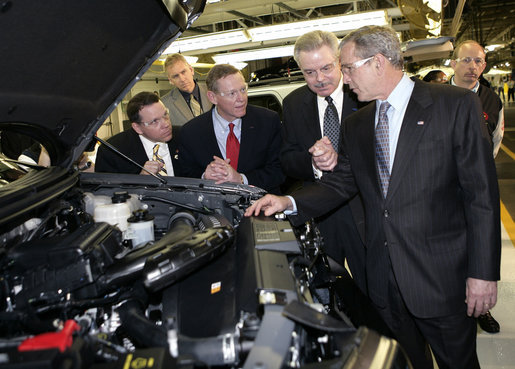
De Amerikaanse president George W. Bush bij zijn bezoek aan de fabriek in 2007.

De fabriek werd geopend in 1951 en ligt ongeveer 16 kilometer ten noordoosten van Kansas City in het kleine Claycomo. Om die reden noemen velen in de regio de fabriek Ford Claycomo Plant. Bij de opening was de fabriek bestemd voor militaire productie. In 1956 werd KCAP omgevormd tot een autofabriek en in 1957 werden er de eerste Fords gebouwd. De fabriek is een van de grootste werkgevers in de streek.
Op 20 maart 2007 werd Kansas City Assembly bezocht door de Amerikaanse president George W. Bush. Hij kwam voor Fords nieuwe hybrides, de Ford Escape en de Mercury Mariner, die er vanaf 2008 gebouwd zullen worden en wilde met het bezoek zijn energiebeleid in de verf zetten. De preparatie van de fabriek voor de hybrides heeft zo'n €66 miljoen gekost.
In 2010 werd bekendgemaakt dat de Ford Escape wordt vervangen door een ander model. In 2011 werden investeringen in de fabriek ter waarde van meer dan een miljard dollar aangekondigd; onder meer de bouw van een nieuwe perserij. In 2012 werd de Ford T-Series aan KCAP toegewezen; de Amerikaanse variant van de Ford Transit.

## Gebouwde modellen

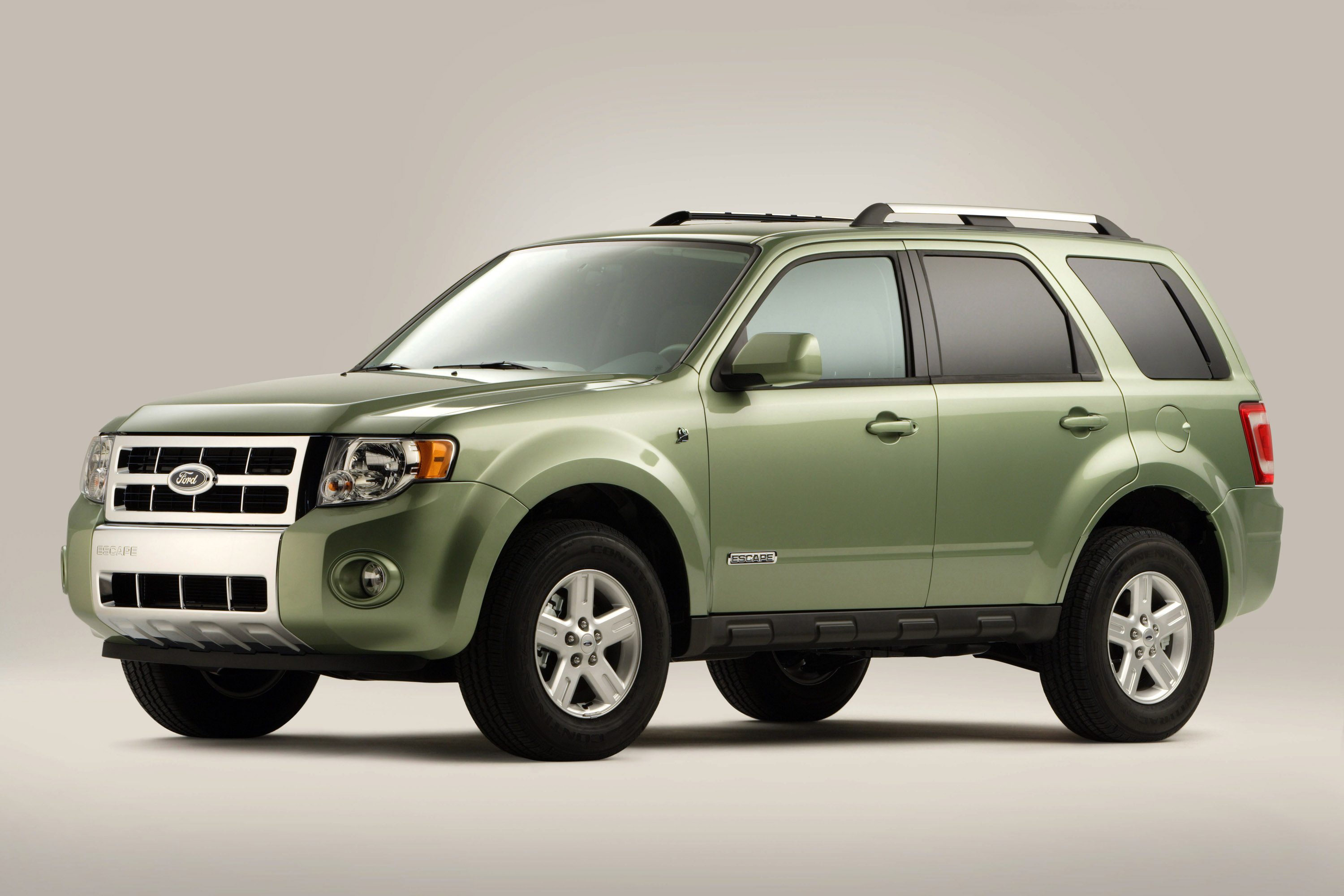
Ford Escape Hybrid uit 2008.

| Model                           | Periode  |
| ------------------------------- | -------- |
| Ford Escape, Ford Escape Hybrid |          |
| Ford F-150                      |          |
| Mercury Mariner                 | tot 2010 |
| Mazda Tribute                   | tot 2011 |